# Аманда (певица)
Аманда Луиза Кретц Ламеш (известна как просто Аманда; 25 марта 1985, Французские Альпы, Франция) — шведская певица французского происхождения.

## Биография
Родилась в Альпах. Начала интересоваться музыкой после того, как её семья перебралась в Тебю, Швеция. Талант у неё был обнаружен в возрасте десяти лет женой композитора Андерса Багге, который впоследствии стал одним из автором её песен. Продюсированием песен Аманды занялась студия «Murlyn Songs».
Аманда стала наиболее молодой поп-певицей лейбла Мадонны Maverick Records. Её профессиональный дебют состоялся с выходом песни «You Don’t Stand a Chance», которая вошла в саундтрек к мультфильму «Карапузы в Париже». В 2001 году Ламеш записала и выпустила свой дебютный альбом  Everybody Doesn’t. Одноимённый заглавный трек из этого альбома «Everybody Doesn’t» сумел достичь 81 места в чарте Billboard Hot 100. Перед релизом её сингл поступил в списки песен сорока городских радио для его продвижения.
Младшая сестра Аманды — Анаис Ламеш также является певицей и участвовала в девичьей поп-группе Play, которая продала более одного миилиона копий своих альбомов.